# Erasmus Alvey Darwin
Erasmus Alvey Darwin (29 dicembre 1804 – 26 agosto 1881) è stato un chimico inglese.
Era il fratello maggiore di Charles Robert Darwin, essendo di cinque anni più vecchio. Entrambi crebbero nella casa di famiglia a The Mount House, vicino a Shrewsbury, nello Shropshire.
Erasmus Alvey Darwin era l'unico fratello di Charles Darwin e quarto dei sei figli avuti da Susannah Wedgwood e Robert Darwin. Era nipote di Erasmus Darwin e di Josiah Wedgwood, membro di una famiglia appartenente all'Unitarianismo.
Fece parte dei Cambridge Apostles, una società semi-segreta riservata agli allievi più brillanti dell'Università di Cambridge

## Biografia

### Educazione
Tra il 1815 e il 1822 Eramus Alvey Darwin fu educato alla Shrewsbury School. Giovane gracile e studioso, il suo interesse era rivolto ai libri e alle piante piuttosto che agli amici. La madre morì nel 1817 e il fratello Charles Robert Darwin lo raggiunse a scuola nel settembre 1818. Erasmus Alvey si annoiava durante il programma di studi classico e si interessò alla chimica, con Charles come assistente. A casa loro, i due fratelli attrezzarono un capanno da giardino come laboratorio.
Nel 1822 Erasmus frequentò il corso di medicina al Christ's College di Cambridge, dove studiò chimica sotto la guida del professor James Cumming. Nel 1825, quando giunse il momento di studiare in un ospedale esterno per un anno, si recò all'Università di Edimburgo, accompagnando il fratello minore che aveva appena iniziato il corso di medicina. Erasmus riteneva che sarebbe stato piacevole stare insieme al fratello, e arrivò presto a Edimburgo per stabilire contatti sociali con vecchi amici di famiglia nella società dei Whig. Si iscrisse al seguito di John Lizars, un chirurgo "affascinante" e rispettabile che abitava dall'altra parte di Surgeon's Square, dirimpetto al suo principale rivale come precettore privato, il fiammeggiante Robert Knox, che due anni dopo si trovò invischiato con i ladri di cadaveri Burke e Hare. Verso la fine di marzo, Erasmus terminò gli studi in ospedale, abbandonando Charles, e si iscrisse a una scuola di anatomia di Londra.
Nel 1828 Erasmus si apprestava a sostenere l'esame di laurea in medicina presso l'Università di Cambridge dove, nei primi mesi del nuovo anno, fu accompagnato dal fratello Charles, che aveva rinunciato agli studi di medicina e stava iniziando un corso per ottenere la qualifica di ecclesiastico. Quell'estate fece un viaggio nel continente europeo, facendo tappa a Monaco, Milano e Vienna; al ritorno in patria, durante le vacanze di Natale, visitò le istituzione scientifiche di Londra, insieme a Charles.

### Pensionamento
Nell'estate del 1829 rinunciò alla medicina, poiché il padre, il dottor Robert Waring Darwin, riteneva che la "costituzione delicata" di Erasmus non avrebbe potuto sopportare una carriera che poteva comportare un forte stress per il corpo e la mente. Decise quindi di mandarlo in pensione. Erasmus era "molto favorevole" ad andare in pensione all'età di 26 anni e progettò di vivere a Londra con la possibilità per Charles di fermarsi da lui quando gli avesse fatto visita.

## Harriet Martineau
Nel maggio del 1834 Charles ricevette una lettera dalle sue sorelle che gli consigliavano le Poor Laws and Paupers Illustrated in pamphlet della letterata indipendente Harriet Martineau, appartenente ai Whig, dicendogli che:
(Lettera n. 224, da C.S. Darwin a C.R. Darwin, datata 28 ottobre [1833])
Nell'ottobre del 1836, dopo il ritorno dal viaggio, Charles soggiornò con il fratello in una Londra vivace, dove Erasmus si godette una vita di ozio letterario, la cui settimana ruotava intorno a cene intellettuali. In tale periodo, trascorse le giornate con Miss Martineau. Il padre era preoccupato che il suo radicalismo la rendesse inadatta come nuora e forse una cattiva influenza sui suoi ragazzi.[6] Charles scrisse:
(Lettera n. 321 da C.R. Darwin a C. S. Darwin (9 novembre 1836))
A dicembre, Charles fece visita alla Martineau e osservò:
(Lettera n. 325, da C.R. Darwin a C.S. Darwin (7 dicembre 1836))
Eras ebbe una cerchia di amici cosmopoliti, tra cui Martineau e il suo parente Hensleigh Wedgwood, e organizzava cene intime con ospiti quali Charles Lyell, Charles Babbage e Thomas Carlyle. L'eterodossia radicale e dissenziente "era la norma". Nella primavera del 1837, Charles si trasferì in un alloggio vicino, dove poté facilmente presenziare ed essere parte attiva delle cene di Eras.
Nell'aprile del 1838 Charles raccontò alla sorella maggiore Susan di aver visto il rinoceronte dello zoo uscire per la prima volta quella primavera, "scalciando e rialzandosi" e galoppando di gioia. Poi raccontò che della signorina Martineau:
(Lettera n. 407, da C.R. Darwin a S.E. Darwin (1 aprile 1838))
Prima di sposarsi, all'inizio del 1839, Charles si trasferì a Gower Street, a Londra, stupendo Erasmus per la quantità di bagagli. Nell'estate di quell'anno, la salute della Martineau si guastò durante una visita sul Continente e, temendo un tumore, egli si ritirò in un alloggio solitario a Tynemouth, vicino al fratello. Lei ed Erasmus rimasero in buoni rapporti, scrivendosi a vicenda. La cerchia sociale di Erasmus si allontanava, mentre “[Eras] si attacca al suo oppio con molti gemiti”. L'oppio era una medicina comune in quel periodo.

## "Zio Ras"
Sebbene la malattia di Charles Darwin lo rendesse sempre più solitario dopo il suo trasferimento a Downe, vicino a Londra, egli continuava a visitare Erasmus come uno dei suoi parenti e amici che gli offrivano un rifugio sicuro. Una di queste occasioni fu la Grande Esposizione del 1851, quando la famiglia venne a Londra e soggiornò presso lo "zio Ras". Nel 1852 Erasmus era diventato uno scapolo affermato, languido e malinconico, viveva da solo tranne che con la servitù, ma alle feste il suo "spirito giocoso" lo rendeva l'ingrediente principale. Quell'estate rimase a Down House con la famiglia e deliziò i nipoti che amava molto e che lo adoravano. Si divertiva con loro, mettendosi in ginocchio e diventando il loro compagno di giochi.
Quando iniziò la reazione alla teoria di Darwin dopo la pubblicazione del volume On the Origin of Species (L'origine delle specie) alla fine del 1859, Erasmus lo definì "il libro più interessante che abbia mai letto" e ne inviò una copia alla sua vecchia fiamma Harriet Martineau, che a 58 anni stava ancora recensendo dalla sua casa nel Lake District. Nel 1863 fece parte del Consiglio della Società etnologica abolizionista di Londra che, all'epoca della Guerra civile americana, era impegnata in un dibattito con la Società antropologica, nata per favorire la schiavitù.
Francis Galton, avendo colto la moda dello spiritismo, organizzò una seduta spiritica nel gennaio 1874 a casa di Erasmus, alla quale parteciparono Charles, Hensleigh Wedgwood e Thomas Huxley. Il figlio di Charles, George, ingaggiò il medium Charles Williams e si sedettero intorno al tavolo al buio, anche se Charles andò a coricarsi, perdendosi lo spettacolo. La cosa "toglieva loro il fiato" con una campana che suonava, un vento impetuoso, un candeliere che saltava e il tavolo che si alzava sopra le loro teste. Galton la considerò una "buona seduta spiritica" ed Erasmus si dilettò a fare "fotografie spiritiche", ma Charles rimase convinto che si trattasse "di un'impostura", come dimostrarono Huxley e George in una seconda seduta spiritica.
Nell'autunno del 1880 Erasmus non godeva di buona salute, soffriva per gli effetti del tempo e dell'oppio, era costantemente dolorante e non era in grado di uscire di casa. Nel settembre 1880 Charles rimase con Erasmus, mentre John Collier lo ritraeva in un dipinto. Poco dopo, Erasmus si ammalò gravemente e morì in pace il 26 agosto. Emma Darwin diede la notizia a Charles, che commentò di aver visto Erasmus morire lentamente "per molti anni", non "un uomo felice", ma sempre gentile, lucido e affettuoso. Il funerale a Downe, il 1° settembre, fu celebrato dal cugino John Allen Wedgwood, ormai ottantacinquenne, che aveva officiato il matrimonio di Charles ed Emma. Mentre la bara veniva calata, Charles, dall'aspetto "vecchio e malato", con un lungo mantello funebre nero, era un'immagine di "triste fantasticheria". Sopra di essa, fu posta una lastra di marmo con le parole di Thomas Carlyle: "Uno degli uomini più sinceri, più veri e più modesti".
È sepolto nella chiesa di St Mary the Virgin Churchyard, a Downe, nel Kent.